# Gianpiero Combi
Giampiero Combi (ur. 20 listopada 1902 w Turynie, zm. 13 sierpnia 1956 w Imperii) – włoski piłkarz, mistrz świata z roku 1934, olimpijczyk.
Combi był bramkarzem, kapitanem reprezentacji Włoch, która w 1934 roku zdobyła mistrzostwo świata. Dwukrotnie brał udział w igrzyskach olimpijskich (w 1928 roku zdobył z reprezentacją brązowy medal). W reprezentacji Włoch rozegrał 47 spotkań.
Jego kariera klubowa związana była z Juventusem. W jego barwach zadebiutował w 1923 roku. Z klubem tym pięciokrotnie wygrał Serie A (1926, 1931, 1932, 1933 i 1934). W lidze włoskiej rozegrał 351 spotkań. Był jednym z najlepszych i najbardziej widowiskowo grających bramkarzy w historii włoskiej piłki.